# Las corsarias
Las corsarias es una humorada cómico lírica en un acto dividido en un prólogo y tres cuadros, con libreto de Enrique Paradas y Joaquín Jiménez y música del maestro Francisco Alonso. Se estrenó en el Teatro Martin de Madrid, el 31 de octubre de 1919.

## Contexto histórico

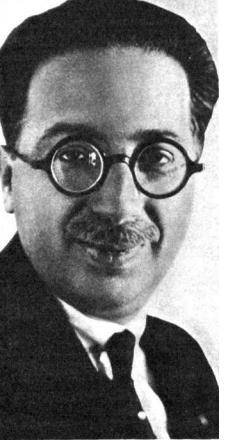
Francisco Alonso en 1927.

En los comienzos del siglo XX España se hallaba con serios problemas y conflictos derivados de la guerra del Rif. Europa entró en la Primera Guerra Mundial, contienda que duró desde 1914 hasta noviembre de 1918. En este ambiente hostil y de preocupaciones, la música seguía unos derroteros frívolos que conseguían hacer olvidar por unas horas los problemas del momento a un público deseoso de divertirse.
Después de la guerra del 14 empezó a notarse en España un gran cambio en las costumbres sociales. En el vocabulario común entró el término «vida moderna» que no era sino una actitud que se oponía a los usos de años anteriores y que se empezaba a demostrar con las nuevas modas en el vestir, el desprecio por lo tradicional y la ruptura y desacuerdo por parte de la mujer por lo que se llamaba «decencia» y «sumisión». Todo influyó notablemente en el género musical: la ópera quedó relegada, la Zarzuela tuvo que cambiar de estilo y el género chico salió triunfante al abrirse a nuevos ritmos llegados del extranjero y difundidos a través del gramófono y la radio. Hubo réplicas y contrarréplicas por parte del público y de la crítica; los textos también se modernizaron adoptando palabras que nunca se habían escuchado en ambientes castizos y clásicos como «whisky», «motocicleta» o «gomoso». En lo que se refiere a los números musicales se dio la evidencia del florecimiento del pasodoble que, sin ser una modernidad, estuvo siempre presente en cualquier obra musical que pretendiera obtener éxito y popularidad.
En estos años se pusieron muy de moda y con gran aceptación del público los cuplés, las humoradas líricas, los sainetes y las revistas, además de las zarzuelas que continuaban estando en vigor. Uno de los compositores más fecundos en estos temas fue el granadino afincado en Madrid Francisco Alonso, siendo una de sus primeras revistas Las corsarias.

## La obra

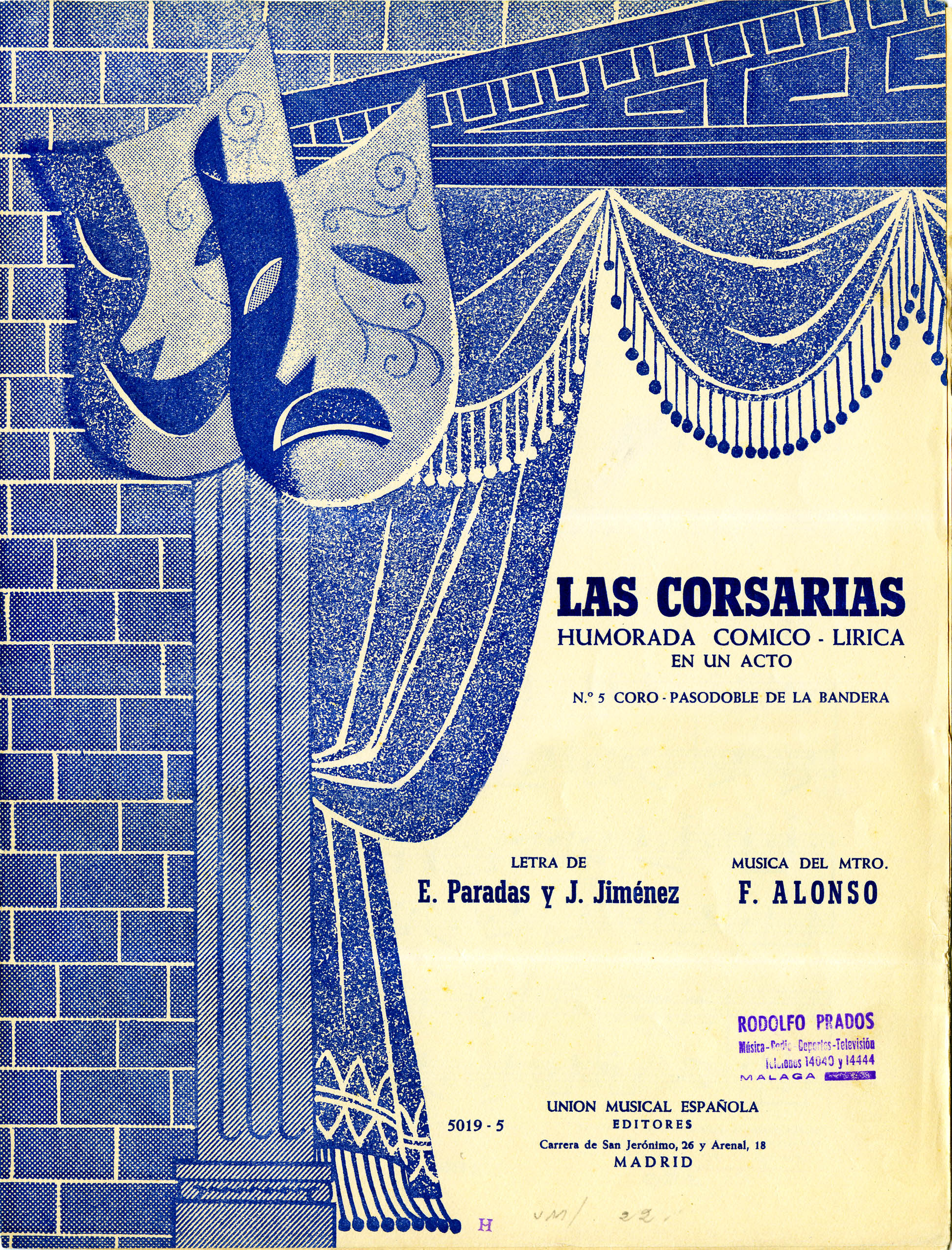
Partitura de la obra con el pasodoble, editado en 1920 por la Unión Musical de Madrid

Siguiendo una estructura de tipo revista, presenta un planteamiento de diálogos, situaciones, ambientes y números musicales que no tiene nada que ver con el argumento. El tema es ingenioso y novedoso para la época, pues era inconcebible e inverosímil un mundo al revés en que las mujeres van a la guerra y además son ellas las que piropean y seducen a los hombres mientras estos se dejan querer. Las situaciones y los diálogos picarescos y divertidos se suceden con buen tono y sin caer en la chabacanería, pero sin cortapisas. Indirectamente, hay un canto al amor libre, al erotismo, pero no aparecen en absoluto los celos.
La obra tuvo un éxito prodigioso —especialmente la música— en varias capitales de provincia: En Madrid se dieron más de mil representaciones seguidas; en Valencia se representó en dos teatros a la vez, lo cual dio lugar al súbito enriquecimiento del empresario del teatro Ruzafa (Russafa) que pudo comprarse una huerta a la que llamó «Las corsarias». En Buenos Aires se dieron más de tres mil funciones sin descanso. Fue en una de estas donde debutó una joven corista o chica de conjunto llamada Celia Gámez. Cuando Celia Gámez se afincó en Madrid, siendo ya una acreditada actriz y cantante de revista, puso en escena Las corsarias, asumiendo ella el papel de protagonista. Además, estrenó las obras más desenfadas del maestro Alonso, que ya por entonces se había convertido en uno de los compositores más populares de la lírica española.

### Números musicales
- Preludio.
- Marinerita Corsaria, barcarola que canta una de las marineras del barco corsario
- Coro y baile de El tabaquillo
- Terceto no concertante, con letra picante: Son los besos más sabrosos
- Romanza cantada por una tiple y coreada por vicetiples que van ataviadas como los tunos: Óyeme hermoso prisionero
- Pasodoble patriótico muy oportuno por los tiempos que corrían, con el ejército español combatiendo en el norte de África. Desde el momento de su estreno fue un exitazo, coreado por el público, llegando a ser un fenómeno social. Se convirtió en himno de los ejércitos españoles combatientes en África. El maestro Alonso fue condecorado con la Gran Cruz de Alfonso XII:[1] Allá por la tierra mora
- Foxtrot bailable de las dormilonas: Buenas noches, caballeros
- Número regional que casi nunca faltaba, consistente en una canción gallega acompañada de castañuelas y panderos: Una linda rapaza
- Cuplés variados con opción a cambiar los textos a gusto del cantante
- Apoteosis y desfile de la compañía

## La trama

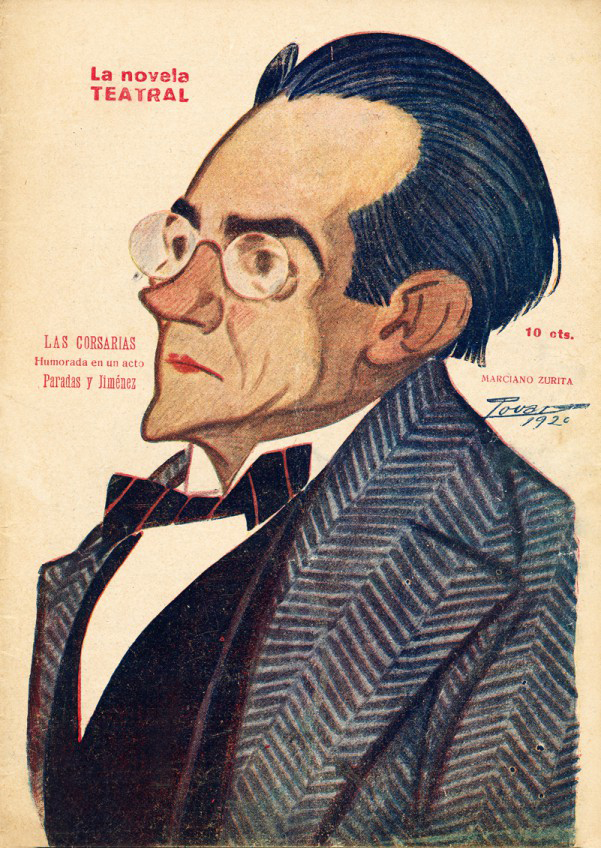
Portada de una edición del libreto de Las corsarias para la colección La Novela Teatral, con una caricatura del escritor Marciano Zurita por Tovar (1920).

La trama es muy simple, pero está llena de situaciones inverosímiles y enredos, todo intercalado por números musicales desconectados del argumento. El personaje principal masculino es fray Canuto, un fraile que vivía en un convento y que ha sido raptado por un grupo de mujeres corsarias, junto con otros dos hombres. Fray Canuto es joven y apuesto y las corsarias organizan una rifa para determinar cuál de ellas podrá casarse con él. La papeleta cae en manos de la corsaria más fea, pero se descubre el engaño: fray Canuto es en realidad Serafín, un hombre casado que tiene siete hijos. Alrededor de este simple argumento se desarrollan escenas picantes de texto atrevido para la época, escenas divertidas y burlescas que hacían reír al público.

### Ediciones
El manuscrito de la partitura de canto y piano se conserva en el archivo de la SGAE-ICCMU así como los materiales de orquesta (4626). Fueron un legado del maestro Alonso. Las ediciones de música, canto y piano son de la Unión Musical, 1921. Las ediciones del libreto pertenecen a la Imprenta Helénica, 1919.

## Influencia cultural
En 1935, el escritor argentino Jorge Luis Borges publicó su primera antología de cuentos titulada Historia universal de la infamia, en la cual la tercera pieza del libro se titula La viuda Ching, pirata y comienza con una alusión a esta zarzuela, que dice así:

La palabra corsarias corre el albur de despertar un recuerdo que es vagamente incómodo: el de una ya descolorida zarzuela, con sus teorías de evidentes mucamas, que hacían de piratas coreográficas en mares de notable cartón.